# Albert Abrams
Albert Abrams (8 de diciembre de 1863-enero de 1924) fue un médico estadounidense, conocido durante su vida por haber inventado máquinas que según él podían diagnosticar y curar casi cualquier enfermedad. Sus afirmaciones fueron cuestionadas desde el principio. Hacia el final de su vida, y poco tiempo después de su muerte, se demostró concluyentemente que sus declaraciones habían sido falsas y deliberadamente engañosas.

## Biografía
Abrams nació en San Francisco (California) alrededor de 1863 (en distintas ocasiones dio fechas dentro del rango de 1861 y 1865). Entre 1910 y 1918, Abrams publicó varios libros sobre un método médico que él llamaba espondiloterapia, una técnica de manipulación no muy diferente a la quiropráctica y la osteopatía, pero mediante el uso de electricidad.
Abrams describió la «teoría» y la práctica de espondiloterapia en un libro llamado Spondylotherapy (1910).

### Su doctorado en Heidelberg
Tras una carrera de tres años (1878-1881) graduóse en medicina muy joven en los EE.UU, donde fue asistente de los profesores Douglass e Hirschfelder, y luego (el 21 de noviembre de 1882) lo hizo en la Universidad de Heidelberg a la edad de 18 a 20 años antes de continuar estudios en Londres, Berlin, Viena y Paris. Prestó servicios en su alma mater, el Cooper College, durante catorce años: cinco (1885–1889) como Demostrador de Patología; cuatro años (1890–1893) como Profesor Asociado de la cátedra de Clínica Médica manteniendo asimismo sus funciones como Demostrador de Patología; y cinco años (1894–1898) como profesor titular de Patología. Fue elegido vicepresidente de la Asociación Médica del Estado de California en 1889, y presidente de la Asociación Médico-Quirúrgica de San Francisco en 1893. Para comienos del nuevo siglo tornóse un respectado experto en neurología. Desde 1904 fue presidente del Policlínico Emanuel in San Francisco. No obstante esos aspectos distinguidos de su carrera, se granjeó la enemistad de muchos colegas. Afirmaba que los médicos estadounidenses admiraban a los médicos e investigadores de Alemania, país con el cual los EE. UU. no tardarían en entrar en guerra. Antes, aún muy joven, había despertado su enojo por burlarse de ellos en sus escritos con el seudónimo «Dr. Hades», «Dr. Inferior», etc. ("hades" es sinónimo de "infierno", nombre que en latín se expresa "inferus")comparándolos con los gérmenes de la tifoidea y otros, y burlándose de las abstrusas terapias que en ese momento los médicos consideraban científicas, en lo cual quizás no dejara de tener razón aunque terminaría imitándoles. En una parodia en verso contra cierta terapia del globo aerostático, por ejemplo, los zahería afirmando que esos médicos suben a sus pacientes por los aires pero no saben cómo bajar el globo de nuevo a tierra. El poema termina con las líneas: «Pero nunca más bajaron. / Es por eso que tenemos que confesar / que la terapia aeronáutica está destinada a fracasar. A la delicada situación profesional así creada se añadió su exploración, y luego promoción y venta, de máquinas para terapias energéticas. El entendimiento de las patologías médicas como derivadas del balance de "energías vitales" hoy está en general desacreditado, pero en tiempos de Abrams florecía culturalmente, y permitía ardides médicos a veces no del todo insinceros.

### Reacciones electrónicas de Abrams
Abrams promovió la idea de que los electrones eran el elemento básico de la vida. Llamó a esto ERA (Electronic Reactions of Abrams: reacciones electrónicas de Abrams) y presentó una serie de máquinas que, según él, se basaban en estos principios.

### Escándalo público
En 1923, un hombre mayor a quien en la Clínica Mayo le habían diagnosticado cáncer de estómago inoperable, se hizo atender por un profesional de ERA, quien después de los tratamientos lo declaró «completamente curado». El hombre murió un mes más tarde, y comenzó un escándalo público.

### Investigación
La disputa entre Abrams y sus seguidores y el AMA (American Medical Association: Asociación Médica Estadounidense) se intensificó. Entre los defensores de Abrams se incluía el escritor estadounidense Upton Sinclair y el famoso crédulo sir Arthur Conan Doyle, creador de Sherlock Holmes.
Se pidió la resolución de esta controversia mediante la intervención de un tercero respetado desde el punto de vista científico. Scientific American decidió investigar las declaraciones del Dr. Abrams. La revista estaba interesada en el tema debido a que varios lectores habían escrito cartas a la redacción diciendo que las máquinas revolucionarias de Abrams eran uno de los grandes inventos del siglo, y que era necesario que se presentaran en las páginas de la revista.
Scientific American reunió un equipo de investigadores que trabajó con un socio senior de Abrams a quien se le dio el seudónimo «Doctor X». Los investigadores desarrollaron una serie de pruebas y la revista pidió a los lectores que sugiriesen sus propias pruebas. Los investigadores dieron al Doctor X seis frascos con agentes patógenos desconocidos y le pidieron su identificación. Posiblemente el Doctor X creía honestamente en sus máquinas Abrams, ya que él no habría aceptado cooperar si no hubiera creído en ellas, y de hecho permitió que los investigadores de la revista observaran el procedimiento.
El Doctor X se equivocó con el contenido de los seis frascos. Cuando le comunicaron el resultado, examinó los frascos y señaló que posiblemente los instrumentos se habían confundido con las vibraciones de las etiquetas escritas con tinta roja. Los investigadores le dieron otros frascos con etiquetas menos ofensivas, pero el resultado volvió a ser 100% erróneo.
La revista publicó los resultados, lo que generó una previsible guerra de cartas entre los defensores y los críticos.
Abrams se ofreció a cooperar con los investigadores, pero por una u otra razón nunca lo hizo, con diversos pretextos. Abrams nunca participó en ninguna investigación, y en publicaciones de ERA afirmó que era víctima de una injusta persecución.

### Desenmascarado
Un miembro de la Asociación Médica Estadounidense envió una muestra de sangre a un médico que trabajaba con las máquinas de Abrams. Le diagnosticaron que el paciente padecía de malaria, diabetes, sífilis y cáncer. En realidad la muestra de sangre provenía de un gallo Plymouth Rock.
Muestras similares se enviaron a otros médicos de Abrams, y varios fueron acusados de fraude en los tribunales. En un caso en Jonesboro (Arkansas), Abrams fue llamado como testigo. Pero Abrams no pudo asistir a la corte, porque murió de una neumonía mal diagnosticada en enero de 1924, a los 62 años.
Después de la muerte de Abrams, la AMA abrió públicamente una de sus máquinas. Sus componentes internos consistían en nada más que cables conectados a luces y zumbadores.
Según Rawcliffe, Abrams y sus sucesores habían «fundado una buena cantidad de clínicas especiales en Estados Unidos y su número no disminuyó en absoluto en los años siguientes».

## Las máquinas
El Dynomizer (dinomizador) se parecía a una radio, y Abrams dijo que podría diagnosticar cualquier enfermedad conocida mediante una sola gota de sangre o incluso mediante un papel con la escritura del paciente. Abrams decía que su máquina podía realizar diagnósticos sobre muestras de sangre seca que le enviaban en pedazos de papel dentro de sobres, por correo. Abrams afirmaba que —por medio de sus máquinas— podía llevar a cabo la práctica médica a través de la vía telefónica, y que incluso podía determinar características de la personalidad.
El Dynomizer fue un gran negocio: en 1918, los cursos de espondiloterapia y ERA costaban 200 dólares estadounidenses (por el mismo poder adquisitivo de unos 2800 dólares en 2008) y el alquiler del equipo costaba unos 200 dólares, con un cargo mensual de 5 dólares al mes, en adelante. El arrendatario tenía que firmar un contrato en el que prometía no abrir nunca el dispositivo. Abrams explicaba que si se abría se podía distorsionar los delicados ajustes, pero la regla también servía para evitar que alguien examinara sus dispositivos.
Abram luego amplió sus pretensiones para el tratamiento de las enfermedades diagnosticadas. Abrams inventó nuevos aparatos y aún más impresionante, el Oscilloclast y el Radioclast, que venía con tablas de frecuencias que debían ser configuradas correctamente para atacar enfermedades específicas. A los clientes les decía que las curas requerían la repetición de los tratamientos.
Los operadores del Dynomizer tendían a dar diagnósticos alarmantes: generalmente combinaciones de enfermedades como el cáncer, la diabetes y la sífilis. Abrams inventó una enfermedad desconocida (y por lo tanto no tratada por los médicos) llamada «la sífilis bovina». Afirmó que el osciloclasta era capaz de vencer a la mayoría de estas enfermedades, la mayoría de las veces.
En 1921 declaró que 3.500 profesionales en EE. UU. utilizaban la tecnología ERA. Los médicos ortodoxos sentían muchas sospechas.